# 伊扎克·耶迪德
伊扎克·耶迪德（英語：Yitzhak Yedid，1971年9月29日—）是一位以色列裔澳大利亚作曲家，以其对当代古典音乐的贡献而闻名。他也被认为是一位即兴钢琴家。
耶迪德获得过多个奖项，2001年他凭借作品《Kiddushim Ve' Killulim》（祝福与诅咒）荣获阿兹列里音乐奖。他被誉为当今国际乐坛最具独创性的作曲家之一。他的作曲风格被恰当地描述为“折衷主义、多元文化和深刻的个人化”，融合了爵士乐和犹太领唱音乐、古典欧洲传统和前卫实验的元素。他的作品以将本能与理智的吸引力完美融合而闻名，并经常融入引人注目的视觉元素。